# Эдольсайм
Эдольсайм (фр. Heidolsheim) — коммуна на северо-востоке Франции в регионе Гранд-Эст (бывший Эльзас — Шампань — Арденны — Лотарингия), департамент Нижний Рейн, округ Селеста-Эрстен, кантон Селеста. До марта 2015 года коммуна административно входила в состав упразднённого кантона Маркольсайм (округ Селеста-Эрстен).
Площадь коммуны — 5,92 км², население — 473 человека (2006) с тенденцией к стабилизации: 468 человек (2013), плотность населения — 79,1 чел/км².

## Население
Население коммуны в 2011 году составляло 481 человек, в 2012 году — 474 человека, а в 2013-м — 468 человек.
| 1962 | 1968 | 1975 | 1982 | 1990 | 1999 | 2006 | 2008 | 2011 | 2012 | 2013 |
| ---- | ---- | ---- | ---- | ---- | ---- | ---- | ---- | ---- | ---- | ---- |
| 270  | 292  | 284  | 296  | 299  | 359  | 473  | 469  | 481  | 474  | 468  |

Динамика населения:

## Экономика
В 2010 году из 302 человек трудоспособного возраста (от 15 до 64 лет) 222 были экономически активными, 80 — неактивными (показатель активности 73,5 %, в 1999 году — 74,3 %). Из 222 активных трудоспособных жителей работали 209 человек (110 мужчин и 99 женщин), 13 числились безработными (7 мужчин и 6 женщин). Среди 80 трудоспособных неактивных граждан 27 были учениками либо студентами, 29 — пенсионерами, а ещё 24 — были неактивны в силу других причин.

## Достопримечательности (фотогалерея)

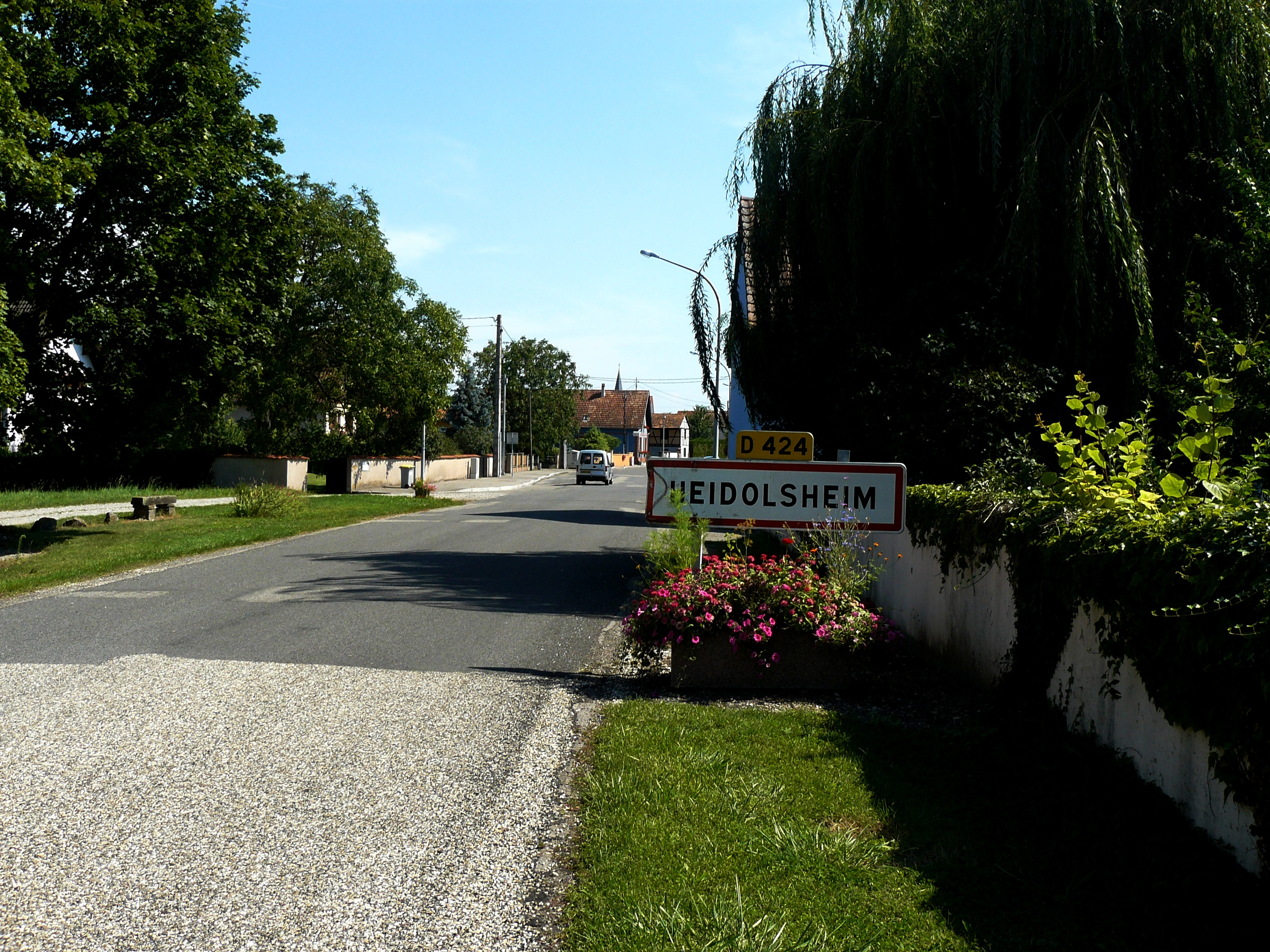
На въезде
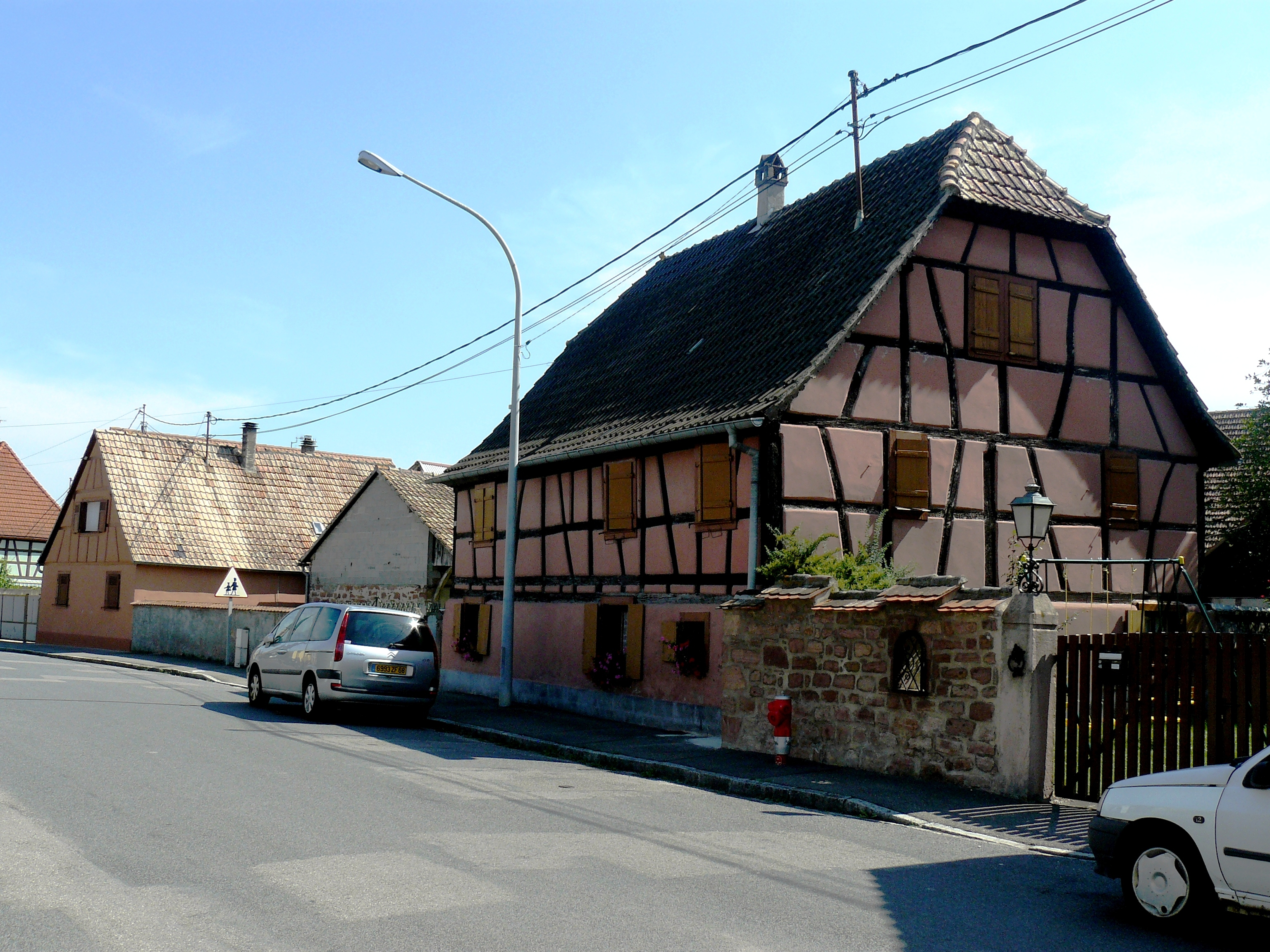
На улице
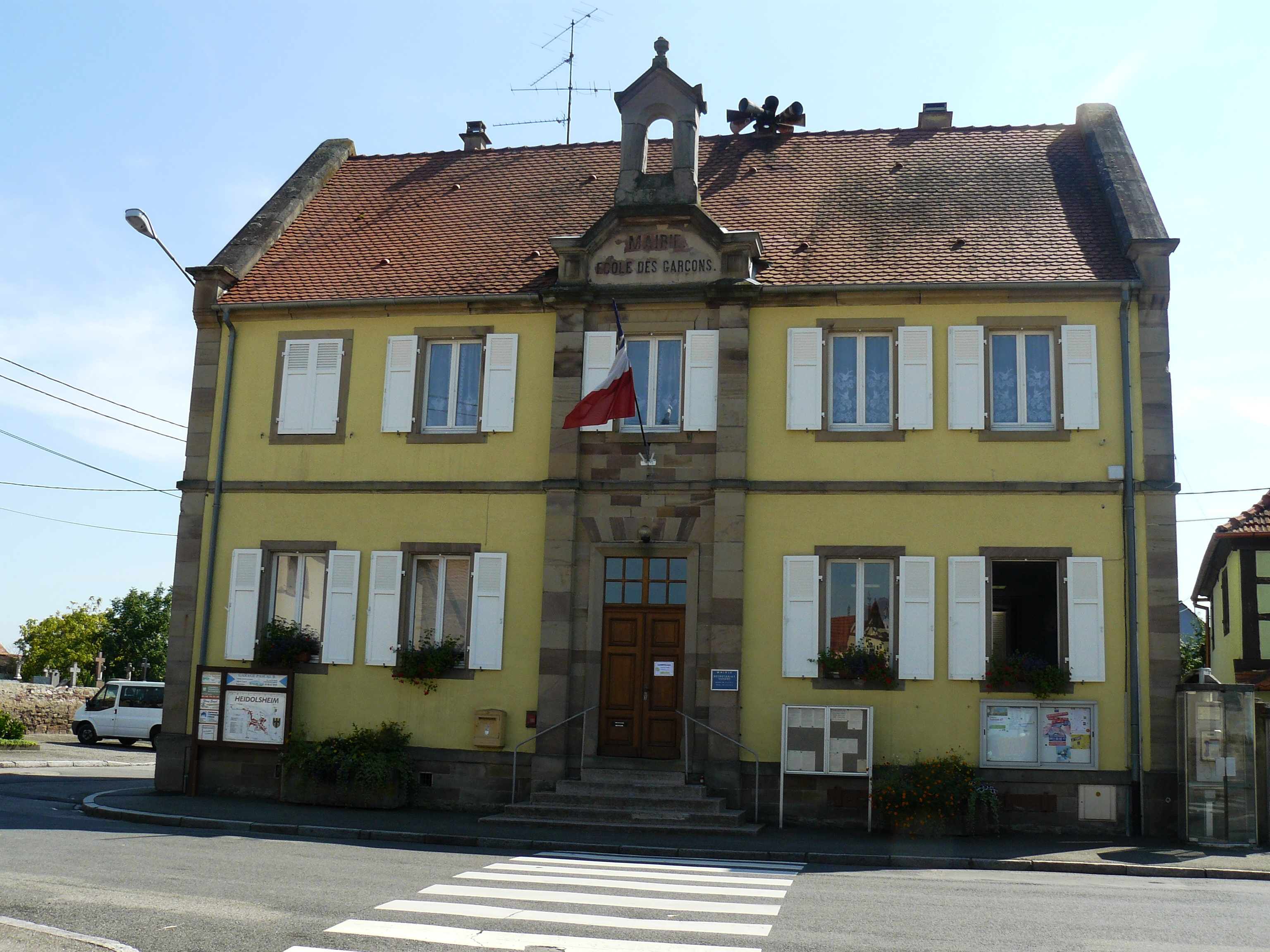
Здание мэрии-школы
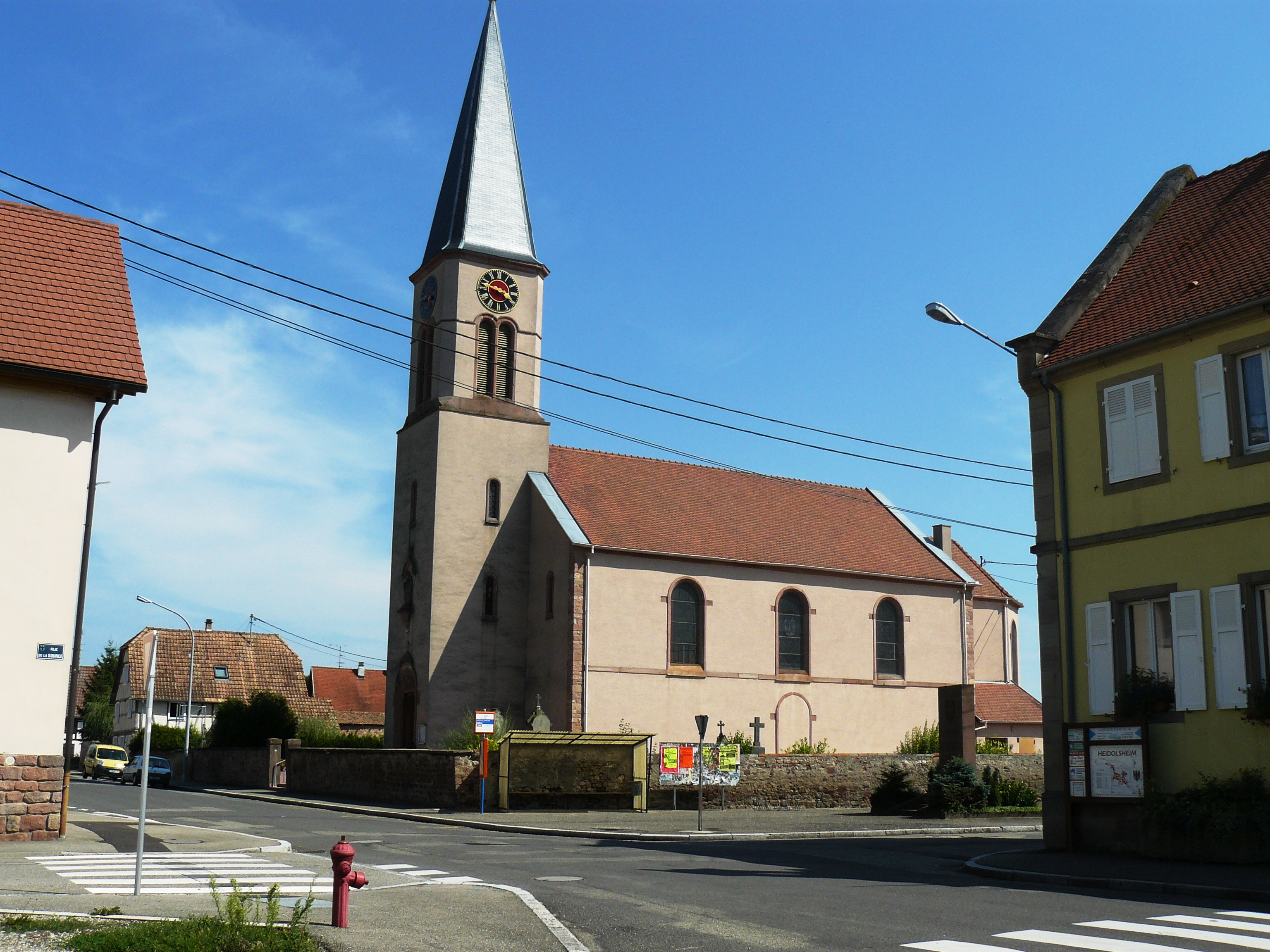
Церковь